# Apoplanesia paniculata
Apoplanesia paniculata är en ärtväxtart som beskrevs av Karel Presl.
Apoplanesia paniculata ingår i släktet Apoplanesia och familjen ärtväxter. Inga underarter finns listade i Catalogue of Life.